# Garúa

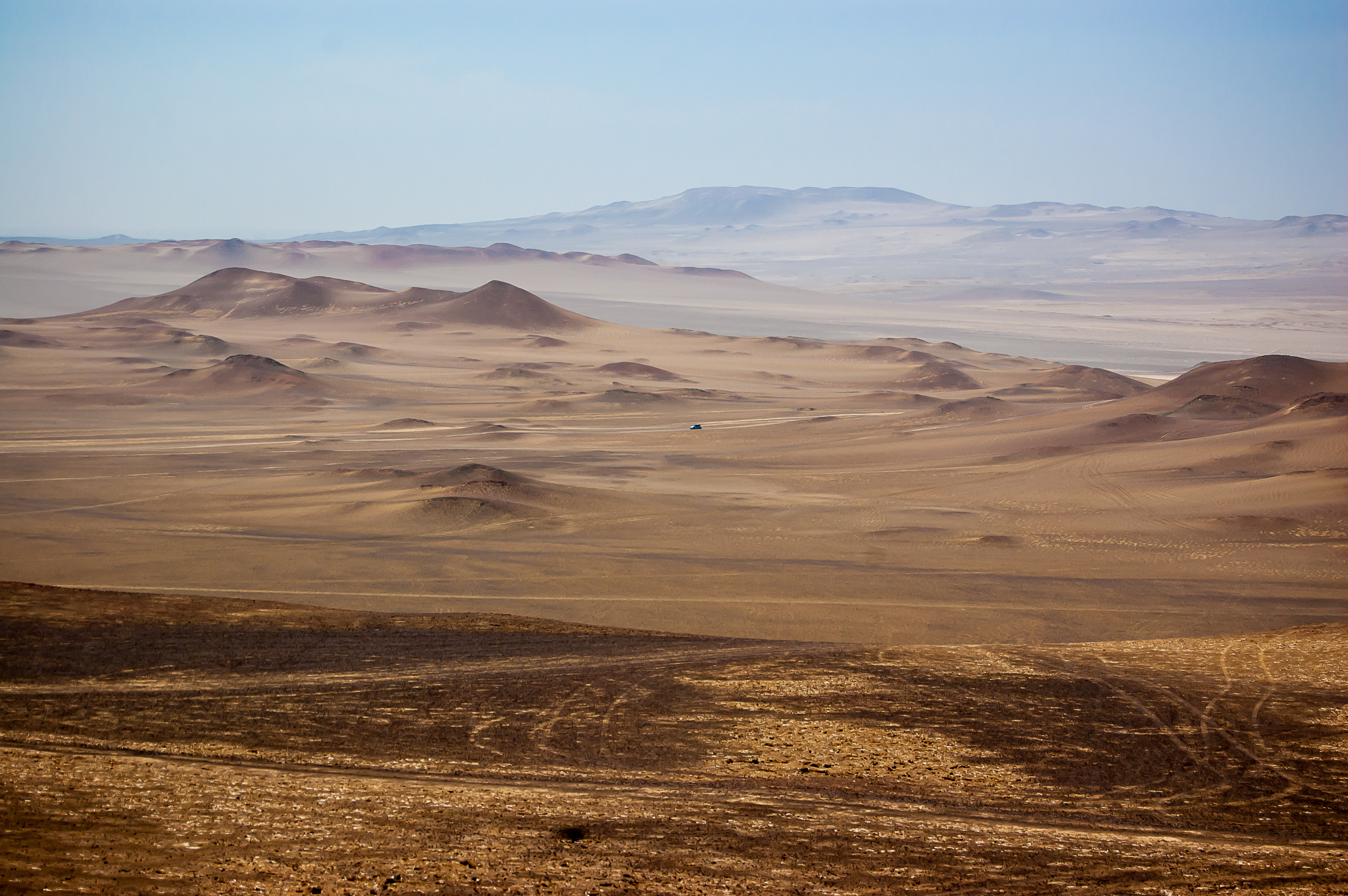
Il deserto di Paracas, in Perù

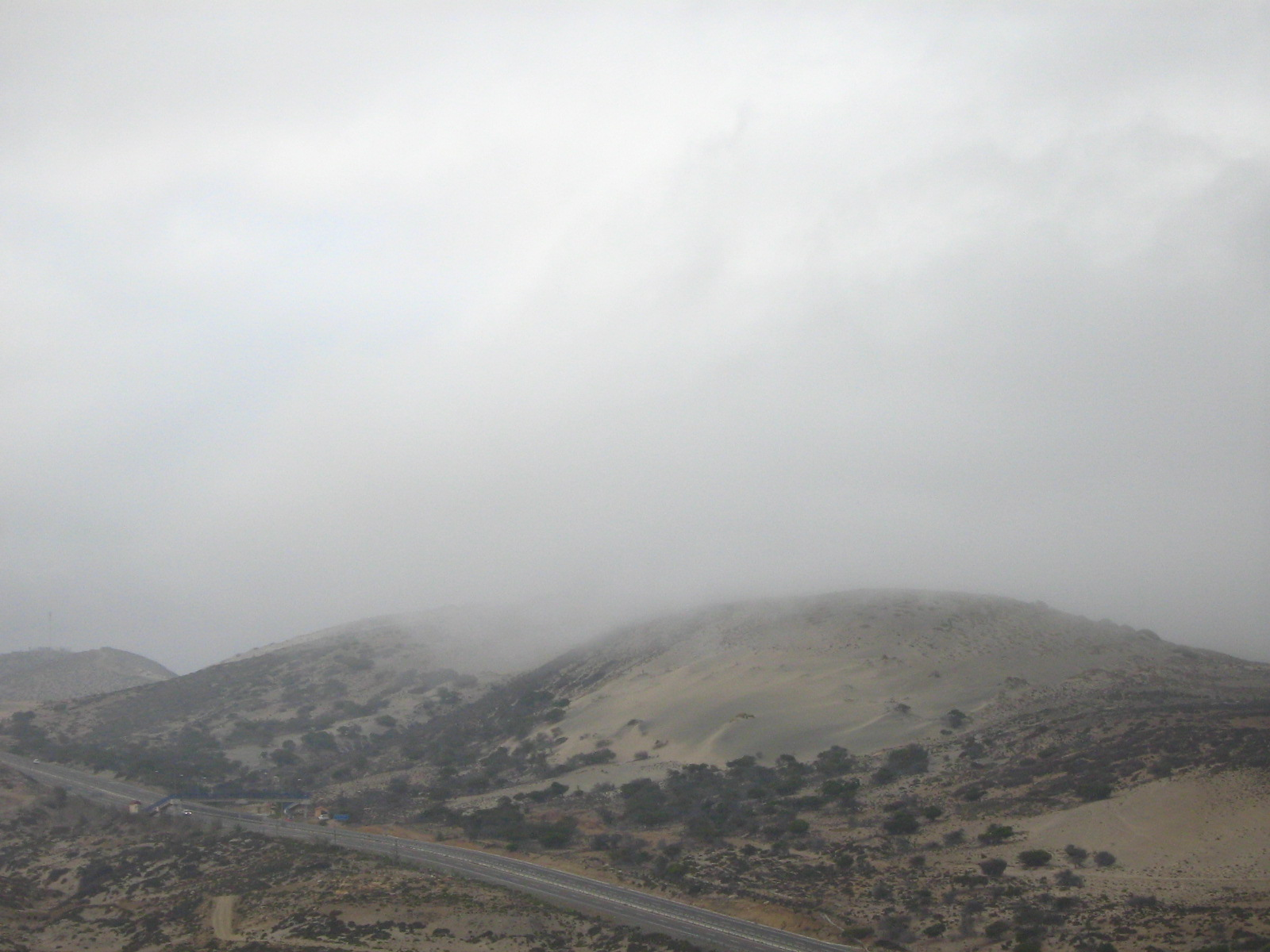
La garúa in Cile, dove è chiamata camanchaca

Garúa è una parola spagnola che significa pioviggine o nebbia. Sebbene utilizzato in altri contesti nel mondo della lingua spagnola, la garúa si riferisce soprattutto alla nebbia umida e fredda che ricopre le coste del Perù, dell'Ecuador meridionale e del Cile settentrionale, in particolare durante l'inverno dell'emisfero meridionale. 
La garúa è chiamata camanchaca in Cile e porta temperature miti e alta umidità in un deserto costiero tropicale. Fornisce inoltre umidità da nebbia e consente l'esistenza di oasi di nebbia vegetata, chiamate lomas.
Mentre nebbia e pioviggine sono comuni in molte aree costiere di tutto il mondo, la prevalenza e la persistenza della garúa e il suo impatto sul clima e sull'ambiente la rendono unica.

## Formazione
Le acque fredde della corrente di Humboldt sono responsabili sia dei deserti costieri, che della garúa lungo le coste del Perù e del Cile, tra le latitudini 5° Sud e 30° Sud, corrispondenti ad una distanza nord-sud di 2.800 chilometri. Tra queste latitudini, la corrente di Humboldt abbraccia la costa, portando temperature miti e alta umidità in una regione molto arida. Le fredde acque dell'Humboldt creano un'inversione termica, in cui l'aria vicino alla superficie dell'oceano è più fresca dell'aria sopra, contrariamente alla maggior parte delle situazioni climatiche. Gli alisei soffiano l'aria fresca e la nebbia verso est sulle aree costiere, dove la nebbia si divide in pioggia e nebbia, creando la garúa, una fitta nebbia che non produce pioggia. Le goccioline d'acqua nella nebbia misurano tra 1 e 40 micron, troppo fini per formare la pioggia.

## Impatto sul clima
L'impatto della corrente di Humboldt e della garúa che essa produce è notevole. Lima, la capitale peruviana posta quasi al livello del mare e situata a 12° di latitudine Sud, è posizionata ai tropici e dovrebbe quindi avere temperature medie di 26 °C o superiori in ogni mese dell'anno. Invece, Lima ha temperature medie mensili che vanno dai 23 °C nei mesi più caldi (da gennaio a marzo), ai 17 °C nei mesi più freddi da luglio a settembre, cioè nei mesi in cui la garúa è più frequente.
L'impatto sull'insolazione è ancora più notevole. Annualmente, a Lima il sole splende solo per il 34 % delle ore diurne. In media, in luglio e agosto c'è meno di un'ora di sole al giorno. Lima ha solo 1.230 ore di sole all'anno, mentre Londra, notoriamente nuvolosa e nebbiosa, ha 1.573 ore di sole all'anno e New York 2.535 ore di sole all'anno. Il clima di Lima è tipico delle coste del Perù e del Cile settentrionale.
Le onnipresenti nuvole e nebbie della garúa presenti in inverno a Lima hanno portato lo scrittore americano del diciannovesimo secolo Herman Melville a definire Lima "la città più strana e triste che non riesci a vedere". Lima del ventunesimo secolo, tuttavia, ha una fiorente attività turistica ed è stata descritta come una "bellezza nascosta".
Le precipitazioni medie annue per la maggior parte della costa desertica sudamericana, che si estende in direzione nord-sud per oltre 3.000 km, sono meno di 10 millimetri e in alcune aree la pioggia non cade anche per molti anni. Solo l'umidità condensata dalle nuvole della garúa, oltre agli eventi occasionali collegati a El Niño, consente che alcune isole di vegetazione siano presenti nei lomas sparsi su e giù per le coste peruviane e cilene. Ad eccezione dei lomas e delle valli fluviali che drenano le pareti verticali e più umide delle Ande, il deserto costiero sudamericano è quasi completamente privo di vegetazione.
La garúa si estende solo per pochi chilometri nell'entroterra, dissipandosi sul terreno soprattutto dove va in coalescenza contro i pendii montani ad altitudini da 300 metri a 1.000 metri, altitudini in cui si trovano i lomas coperti di vegetazione.

## Cattura della nebbia

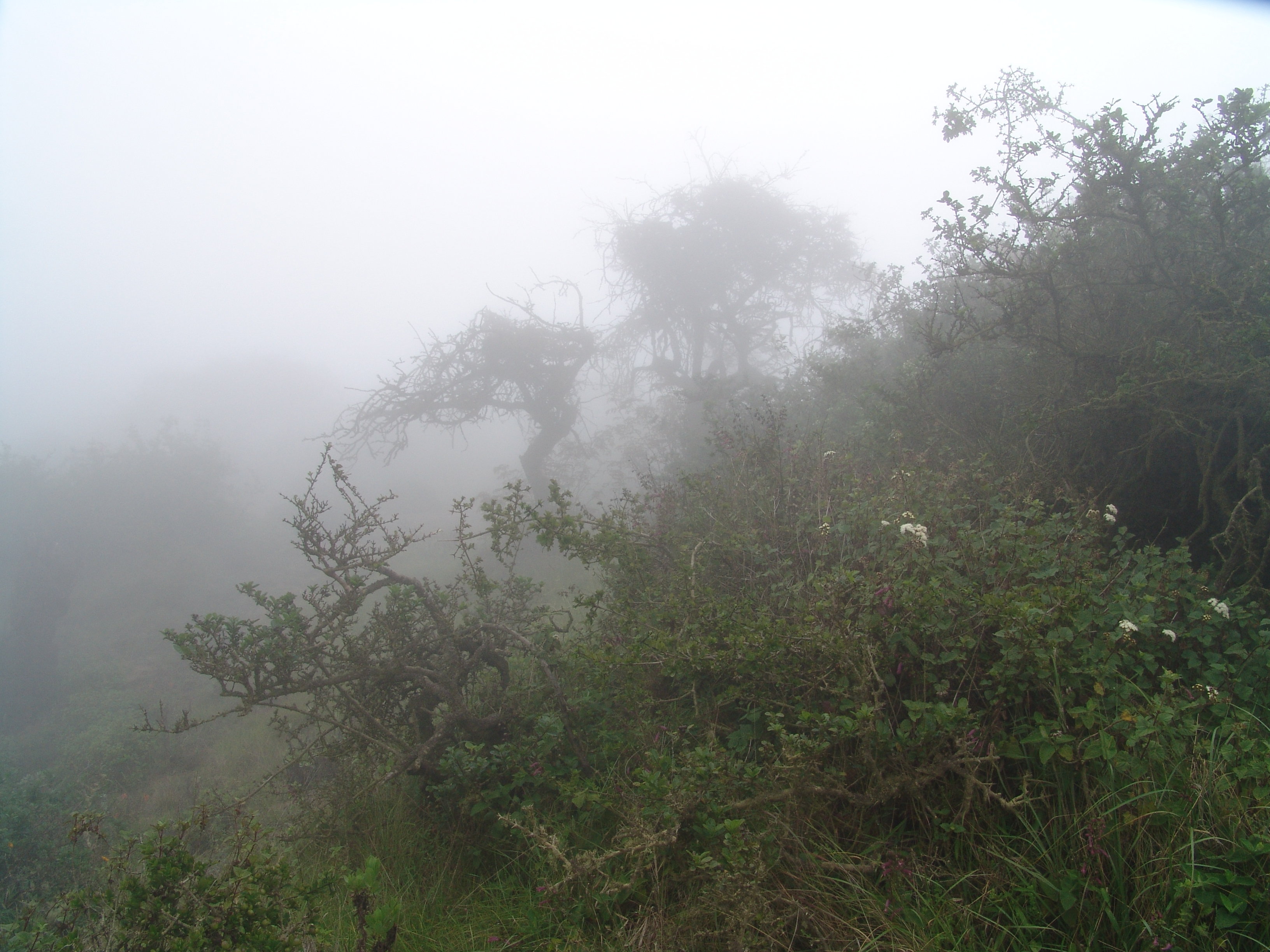
Distretto di Atiquipa, Perù. L'umidità della garúa è sufficiente a permettere la crescita degli alberi.

In queste terre desertiche povere d'acqua vengono portati avanti progetti finalizzati alla cattura dell'acqua presente nella garúa. In Cile, nel 1985, un gruppo di scienziati ha ideato un sistema di reti in poliolefine per catturare le goccioline d'acqua presenti nella nebbia in modo da produrre acqua corrente per i villaggi di queste aree altrimenti deserte. Per il "progetto Camanchacas" sono state installate 50 grandi reti per la raccolta della nebbia su una dorsale montuosa, riuscendo a catturare circa il 2% dell'acqua presente nella nebbia.
Nel 2005 un'altra installazione di pannelli di 3 metri quadrati ha prodotto 5 litri per metro quadrato al giorno.
In Perù, nell'ambito di uno sforzo per preservare il fragile ecosistema dei lomas umidificati dalla garúa, sono state installate nel distretto di Atiquipa reti per condensare la nebbia, in modo da ottenere l'acqua e aiutare le 80 famiglie che vivono nell'area a espandere l'agricoltura, principalmente la coltivazione delle olive.